# Core (Virginia Occidental)
Core es un área no incorporada ubicada dentro del Distrito Oeste, una división civil menor del condado de Monongalia (Virginia Occidental), Estados Unidos. Está catalogada como un asentamiento humano por la Junta de Nombres Geográficos de los Estados Unidos.
El número de identificación (ID) asignado por el Servicio Geológico de Estados Unidos es 1537682.

## Geografía
Se encuentra a una altitud de 300 metros sobre el nivel del mar (984 pies) según el conjunto de datos de elevación nacional.

## Demografía
Hasta 2000 la población era de 2514 habitantes.